# Malin Baryard-Johnsson
Malin Baryard-Johnsson (10 de abril de 1975) é uma ginete de elite sueca, campeã olímpica.

## Carreira
Baryard-Johnsson conquistou a medalha de ouro nos Jogos Olímpicos de Verão de 2020 em Tóquio, na prova de saltos por equipes, ao lado do cavalo Indiana, e de seus companheiros Henrik von Eckermann e Peder Fredricson.